# Валонско княжество
Валонското княжество или Валонското деспотство (1346-1371) е средновековно княжество/деспотство на територията на днешна южна Албания. Обхващало е територия на част от предходната старобългарска Кутмичевица, която днес се простира в съвременните албански области с центрове Вльора, Фиер и Берат.
След прогласяването на Сръбско царство царят на сърби и гърци Стефан Урош IV Душан превзема региона и го поставя под непосредственото владение на своя шурей (брат на жена му Елена) Иван Комнин, който е и брат на търновския цар Иван Александър, давайки му най-високата възможна титла в царството - деспот.
Валонското княжество има четири градски средища – Валона, Канина, Берат и Химара, като в състава му е адриатическият остров Сазани, от който се осъществява търговия по море с Венецианската република.
Сериозно изпитание за княжеството била известната битка при Балши.

## Владетели – деспоти и князе
- 1346–1363 – Иван Комнин
- 1363–1372 – Александър Комнин
- 1372–1385 – Балша II
- 1385–1396 – Ксения Комнина
- 1396–1414 – Мъркоша Жаркович
- 1414–1417 – Ружица Балшич